# Organització Muke de Somalis Africans
Organització Muke de Somalis Africans (en anglès: Somali Africans Muke Organization) és un partit polític de Somàlia que disposa d'una milicia, i defensa els interessos de la població original somali bantu que no descendeix de barreges amb àrabs i que no tenen estructures de clan com la resta de somalis. Viuen al centre de Somàlia en terrenys on també viuen alguns clans somalis. El president és Mohamed Ramadan Arbow.